# VII viaggio apostolico di Benedetto XVI
Il viaggio apostolico di Benedetto XVI in Austria del 2007 si è svolto dal 7 al 9 settembre 2007 in Austria, in occasione dell'850º anniversario della fondazione del santuario di Mariazell.
Nel corso del viaggio il papa ha visitato la capitale Vienna, il santuario di Mariazell e l'abbazia di Heiligenkreuz, inoltre ha celebrato 2 messe e partecipato 5 celebrazioni.

## Svolgimento

### 7 settembre
Nella mattinata del 7 settembre il Papa è partito da Ciampino per Vienna. Appena arrivato in territorio austriaco, subito dopo la cerimonia di benvenuto, papa Benedetto XVI si è recato nella Piazza Am Hof per pregare alla Mariensaule. Successivamente è stata effettuata una sosta al Monumento alle vittime ebraiche austriache della Shoah nella Juden Platz.
Nel pomeriggio il Pontefice ha effettuato la visita di cortesia al Presidente della Repubblica austriaca ed ha incontrato le Autorità e il Corpo Diplomatico.

### 8 settembre
In mattinata il Papa si è recato a Mariazell, dove ha celebrato la Santa Messa per l'850º anniversario della fondazione del Santuario di Mariazell, all'esterno della Basilica di Mariazell.
Nel pomeriggio, dopo il pranzo nella Residenza pontificia di Mariazell, il Papa ha pregato i Vespri Mariani con i sacerdoti, i religiosi, i seminaristi e i diaconi nella Basilica di Mariazell.

### 9 settembre
Nella mattina del 9 settembre il Papa si è trasferito dalla Nunziatura Apostolica al palazzo Arcivescovile dove ha avuto inizio la processione fino al duomo di Santo Stefano, dove Benedetto XVI ha celebrato la messa con la recita dell'Angelus Domini.
Nel pomeriggio il Papa ha visitato l'abbazia di Heiligenkreuz ed ha incontrato il mondo del volontariato. Dopo la cerimonia di congedo il Santo Padre è ripartito per Roma.